# 青山延寿
青山 延寿（あおやま のぶとし、1820年（文政3年） - 1906年（明治39年）11月）は水戸藩士で儒学者・史学者。藩校である弘道館の教授頭取代理、彰考館権総裁代役を務めた。字は季卿、通称は量四郎、鉄槍・鉄槍斎と号した。婦人運動家・山川菊栄の外祖父。

## 経歴
1820年（文政3年）、水戸藩士・青山延于の四男（末子）として水戸城下田見小路（現在の水戸市北見町）に生まれる。長じて父に従い江戸に滞在し、古賀侗庵のもとで学んだ。その後水戸弘道館に出仕し、1843年（天保14年）には訓導となった。1846年（弘化3年）には安政の大獄で永蟄居となった主君・徳川斉昭の雪冤を訴えるため紀州侯に上書を提出することを計画し、これが露見したため免職となった。しかし5年後の1853年（嘉永6年）、弘道館に復職し、1866年（慶応2年）には教授頭取代理および彰考館権総裁に昇進した。
1868年（明治元年）、王政復古により藩を追われ会津戦争に参戦していた藩内諸生党が、会津落城にともない突如水戸を急襲し弘道館を占拠した（弘道館戦争）。この際、病身にもかかわらず官軍支持の藩内主流派が立てこもる水戸城に向かおうとした延寿は、徒歩に難渋して立ち往生し、敵対する諸生党に囲まれたが、からくも助命された。しかし維新後、武田金次郎（耕雲斎の遺孫）が朝廷の威光を背景に藩政を独占し、諸生党に対する報復を開始すると、敵と刃を交えなかった延寿は密通を疑われることとなり、1869年（明治2年）、藩から蟄居処分を下された。このさい職を奪われ邸宅も没収されたため、家族とともに生活に困窮した。
廃藩置県により放免となった延寿は東京に転居し、以後東京府庁地誌課、新政府の修史局などに勤務した。1879年（明治12年）に官職を辞したのちは、旅行や著述にいそしむ晩年を送り、死の直前には水戸近くの河原子海岸に転居した。1906年（明治39年）死去。享年87。墓所は青山霊園。

### 年譜
- 1820年（文政3年）：水戸城下に出生。
- 1838年（天保9年）〜1839年（天保10年）：江戸に滞在。
- 1841年（天保12年）：弘道館に出仕。
- 1843年（天保14年）：弘道館訓導。
- 1846年（弘化3年）：主君・斉昭の雪冤運動が露見し免職。
- 1853年（嘉永6年）：弘道館に復職。
- 1866年（慶応2年）：弘道館教授頭取代理および彰考館権総裁。
- 1869年（明治2年）：蟄居処分を受ける。
- 1871年（明治4年）：廃藩置県により放免。
- 1872年（明治5年）：東京に転居。
- 1879年（明治12年）：官職を辞する。
- 1906年（明治39年）：死去。

## 人物
延寿の人柄や家庭生活は、後年、外孫の山川菊栄により『覚書 幕末の水戸藩』（岩波書店）などで活写されている。
若年の頃は槍術・水泳に優れ、特に槍術は主君である徳川斉昭から鉄の槍を拝領したこともある腕前で、号の「鉄槍（斎）」はこれに由来する。
四男に生まれて長兄・延光のように本家を継ぐことはなく、2人の兄（延昌・延之）のように他家の養子にならないまま、斉昭による「別家召出」で独立し妻（関口きく）とともに小規模な一家を構えた。したがって親を養い家を守る義務を負うことのない自由な身の上だったこともあって、同居していた家族と数少ない従者や住み込みの門弟に対して気取りのない態度で接し、さらに身寄りのなかった妻の生母を引き取り面倒を見た。延寿は快活かつ無遠慮な性格で世話好きであり、一家の主となってからも畑作業や襖の貼り替えをこなし、門弟や親戚からはしばしば相談事を持ちかけられ慕われていた。
政治的な人脈としては父や長兄の友人であった藤田東湖やそれに連なる天狗党に近かったことから斉昭の雪冤運動に参加したが、このことで慎重な性格で知られた延光から非難された。しかし上記のような性格から、弘道館教授として天狗党・諸生党（斉昭や東湖・天狗党と対立した藩内保守派）双方に分け隔てなく接したため両派に知人・友人が多く、派閥抗争からは距離を置く態度を取った。以上のような人脈の広さから、弘道館戦争で敵対する諸生党に取り囲まれた際にも、旧知の人物から「先生ならよし」と見逃してもらい命拾いすることができたが、これが通敵行為とみなされその後の蟄居処分につながった。

## 著作
- 『常北遊記』
- 『大八洲遊記』
- 『遊北海道記』
- 『鉄槍斎文鈔』
- 『皇朝金鑑』
- 『鉄槍斎詩鈔』

## 親族
父・延于は彰考館編修。長兄の延光も同じく彰考館編修で、延寿より13歳の年長であった。
妻・きくとの間に量一（量市とも）、千世、ふゆの一男二女がいる。一人息子の量一は絵画に長じ、東京に出てきてからは外国人について絵を習っていたがチフスにより早世。娘の千世は東京女子師範学校（現・お茶の水女子大学）を首席卒業したのち森田龍之助に嫁ぎ、ふゆは森家に嫁いだ。
千世と森田との間に生まれた（延寿にとっては孫娘）の菊栄は、初め青山家の養子となったがその後山川均と結婚、社会主義者・婦人運動家として名をなした。菊栄は延寿の遺した日記・書簡、さらに母・千世や親戚故老からの聞き書きをもとに『武家の女性』（1943年）・『覚書 幕末の水戸藩』（1974年）などを著した。

## 関連書籍
- 山川菊栄『武家の女性』岩波文庫、1983年 ISBN 9784003316214
- 同『覚書 幕末の水戸藩』岩波文庫、1991年 ISBN 400331624X